# اولوچ بایراکتار
اولوچ بایراکتار (بیرق‌دار) (زاده ۱۹۷۴، در گلیبولو، قلعهٔ چاناق) کارگردان سریال‌های ترکی است.
او در سال ۲۰۰۱ از رشتهٔ رادیو، تلویزیون و سینما دانشکده ارتباطات دانشگاه اجه فارغ‌التحصیل شد. وی به عنوان دستیار کارگردان در مجموعه تلویزیونی "Şaşıfelek Çıkmazı" که در سال ۲۰۰۰ از شبکهٔ تی‌آرتی ۱ و به کارگردانی چاعان ایرماک پخش شد، وارد صنعت سریال‌های تلویزیونی شد. سپس در سال ۲۰۰۲، به عنوان دستیار کارگردان در مجموعه تلویزیونی "سقوط عبدالحمید" به کارگردانی ضیاء اوزتان کار کرد.

## مجموعه‌های تلویزیونی که توسط وی کارگردانی شده‌اند
- اشرف رویا (۲۰۲۴-اکنون)
- یک شب ناگهانی (۲۰۲۱-تاکنون)
- روزِ مرد خوب (۲۰۲۱)
- بابل (۲۰۲۰)
- تصادف (۲۰۱۹–۲۰۱۸)
- نفوذی (۲۰۱۷–۲۰۱۶)
- کارادایی (۲۰۱۵–۲۰۱۲)
- پایان (۲۰۱۲)
- ایزل (۲۰۱۱–۲۰۰۹)
- منیژه و خلیل (۲۰۰۸–۲۰۰۷)

## فیلم کوتاه
زندگی اینه (۲۰۰۱)، او در بیست و سومین مسابقه ملی فیلم کوتاه و مستند IFSAK در سال۲۰۰۱  شرکت کرد، در چهاردهمین جشنواره بین المللی فیلم کوتاه استانبول در سال ۲۰۰۲ شرکت کرد و در سومین جشنواره فیلم کوش آداسی آلتینکی در سال ۲۰۰۳ به نمایش درآمد.